# Персбрандт, Микаэль
Микаэ́ль А́ке Пе́рсбрандт (швед. Mikael Åke Persbrandt, род. 25 сентября 1963, Якобсберг) — шведский актёр. В шведских фильмах чаще всего играет роли „крутых парней“. Известен по роли офицера полиции Гунвальда Ларссона в последней экранизации книг о Мартине Беке. Среди других его ролей выделяется «шведский Джеймс Бонд» Карл Гамильтон из экранизации серии романов Яна Гийу, а также Александр Залаченко в фильме Девушка, которая застряла в паутине и Беорн во второй и третьей частях «Хоббита».

## Ранняя жизнь
Персбрандт родился в Якобсберге, Ерфелла, Стокгольм, Швеция.

## Карьера
Персбрандт выступал на сцене в Королевском драматическом театре в Стокгольме и сыграл множество ролей в кино и на телевидении. Наиболее известен по роли инспектора полиции Гунвальда Ларссона в экранизации книг про Мартина Бека. Дважды удостаивался премии «Золотой жук» в номинации «Лучшая мужская роль»: в 2009 году за «Незабываемые моменты» и в 2014 году за «Никто мне не хозяин». В 2015 году объявил, что больше не будет играть Гунвальда Ларссона.
13 октября 2007 года Персбрандт покинул Королевский драматический театр из-за сложностей в совмещении работы в кино и на телевидении с театром. Многие участники коллектива театра негативно отреагировали на это событие. Один из них, Ян Мальмшё, выступая на телевидении, сказал о Персбрандте «...он нас достал...», тем самым намекая, что имел место разрыв контракта с Микаэлем Персбрандтом.

## Личная жизнь
В 1998–2003 годах был женат на Марии Бонневи. С 2005 года женат на Санне Лунделль. У супругов трое детей.

## Имидж и проблемы с законом

### Спор сExpressen
В декабре 2005 года, после того, как газета Expressen сделала заявление о том, что Персбрандт якобы госпитализирован и какое-то время находился в клинике Уппсалы с острым отравлением алкоголем, он обратился в полицию с заявлением по этому поводу. Expressen извинилась и признала, что их информация была ложной, однако извинение не были приняты Персбрандтом. Отто Шеберг, который в то время являлся редактором газеты, был оштрафован на 75,000 шведских крон (≈ 6800€, 8900$) в пользу Персбрандта.

### Наркотики
В 2011 году Персбрандт был дважды арестован за употребление кокаина и оштрафован. В апреле 2014 года он был осуждён на пять месяцев за другой случай употребления кокаина, но в результате апелляции наказание было изменено на 75 часов общественных работ.